# لوكاس ماركيز دي أوليفيرا
لوكاس ماركيز دي أوليفيرا هو لاعب كرة قدم برازيلي في مركز الوسط، ولد في 24 مايو 1995 في أوساسكو في البرازيل. لعب مع نادي لاجيادينزي.

## وصلات خارجية
- لوكاس ماركيز دي أوليفيرا على موقع قاعدة بيانات كرة القدم.إي يو (الإنجليزية)
- لوكاس ماركيز دي أوليفيرا على موقع Soccerway.com (الإنجليزية)